# Islandska košarkaška reprezentacija
Islandska košarkaška reprezentacija (Islandski: Íslenska karlalandsliðið í körfubolta) predstavlja državu Island u športu košarci. Reprezentacijom upravlja Islandski košarkaški savez. Plasirali su se na Europsko prvenstvo u košarci dva puta: 2015. i 2017. godine.

## Europsko prvenstvo u košarci 2015.
Islandska košarkaška reprezentacija se 28. kolovoza 2014. kvalificirala na Europsko prvenstvo u košarci prvi put u svojoj povijesti. Izgubili su svih pet utakmica.

## Europsko prvenstvo u košarci 2017.
Islandska košarkaška reprezentacija se 17. rujna 2017. kvalificirala na Europsko prvenstvo u košarci. Završili su svoju kvalifikacijsku skupinu na drugom mjestu. Izgubili su svih pet utakmica.